# Semblanzas Deportivas
Semblanzas Deportivas fue una serie de historietas, creación del artista rosarino Roberto Fontanarrosa.
La serie se caracterizaba por presentar situaciones plausibles, fuertemente sugestivas al imaginario popular, pero que rápidamente derivaban al humor más absurdo o surrealista: arqueros tan obesos que es imposible marcarles un gol («El Chancho Volador»); boxeadores vapuleados por su contrincante que no se entregan incluso después de perder la cabeza («Edmundo “Cachín” Medina»), etc. 
La historieta fue editada, primero, por Ediciones de la Flor. Posteriormente fue publicada en la revista Fierro. La edición completa de la serie la realizó Ediciones de la Flor (ISBN 9789505156696).

## Títulos publicados
- «Virginio Rosa Camargo».
- «El Chancho Volador».
- «El “Conejo” Fumetti».
- «Caipirinha».
- «El “Loro» Gabrieli».
- «Olfato de Gol».
- «El pibe de Tamburini».
- «Un adelanto formidable».
- «La maldición de Charasca».
- «Edmundo “Cachín” Medina».
- «La mayor desgracia».
- «El preferido del general McArthur».
- «El récord de Louven Vogelio».
- «Juegos Olímpicos de Calgary».
- «Manuel Lunares Socorro, “El Horchatas”».
- «Moroco Mendizábal».
- «El desafío olmeca».
- «Bonsái rítmico».